# اتابک زارعی
اتابک زارعی مصطفی چائی (زادهٔ مارس ۱۹۹۷) یک بازیکن فوتبال اهل ایران است که در باشگاه فوتبال مس کرمان بازی می‌کند.
.